# Microchlamylla gracilis
Flabelline gracile
Espèce
Synonymes
- Eolis gracilis (Alder & Hancock, 1844)
- Flabellina gracilis (Alder & Hancock, 1844)
- Coryphella gracilis (Alder & Hancock, 1844)
- Coryphella rufibranchialis var. clavigera (Odhner, 1929)
- Eolis smaragdina (Alder & Hancock, 1851)[2]

La Flabelline gracile(Microchlamylla gracilis) est une espèce de nudibranche de la famille des Flabellinidés. Ce petit mollusque translucide de 18 mm au maximum se rencontre dans une grande partie du nord de l'océan Atlantique, aussi bien sur le littoral européen que sur le littoral américain. Hermaphodite comme tous les nudibranches, il dépose un cordon en spirale composé de milliers d’œufs desquels éclosent des larves véligères après une quinzaine de jours.  

## Taxinomie
L'espèce a été décrite pour la première fois par Joshua Alder et Albany Hancock en 1844. L'épithète spécifique « gracilis » signifie « gracile, mince » en latin.

## Distribution et habitat
M. gracilis se rencontre dans une grande partie du nord de l'Atlantique. Ainsi, sur le littoral européen, l'espèce a été observée depuis la France (golfe de Gascogne) jusqu'en Islande et en Norvège ; sur le littoral américain, le nudibranche a été trouvé de la Terre-Neuve jusqu'à la Nouvelle-Angleterre,. L'espèce vit à l'étage infralittoral, à des profondeurs comprises entre la surface et 35 m environ, sur des substrats rocheux partiellement abrités mais toujours exposés au courant marin. L'habitat de M. gracilis correspond à celui de ses proies souvent présentes de façon abondante : ce sont des cnidaires du genre Eudendrium, et particulièrement E. arbuscula, ou bien Clytia johnstoni ou encore des espèces du genre Halecium,. L'espèce est ainsi commune dans le sud des Pays-Bas entre mars et juillet, lorsque ses proies y sont abondantes.

## Description

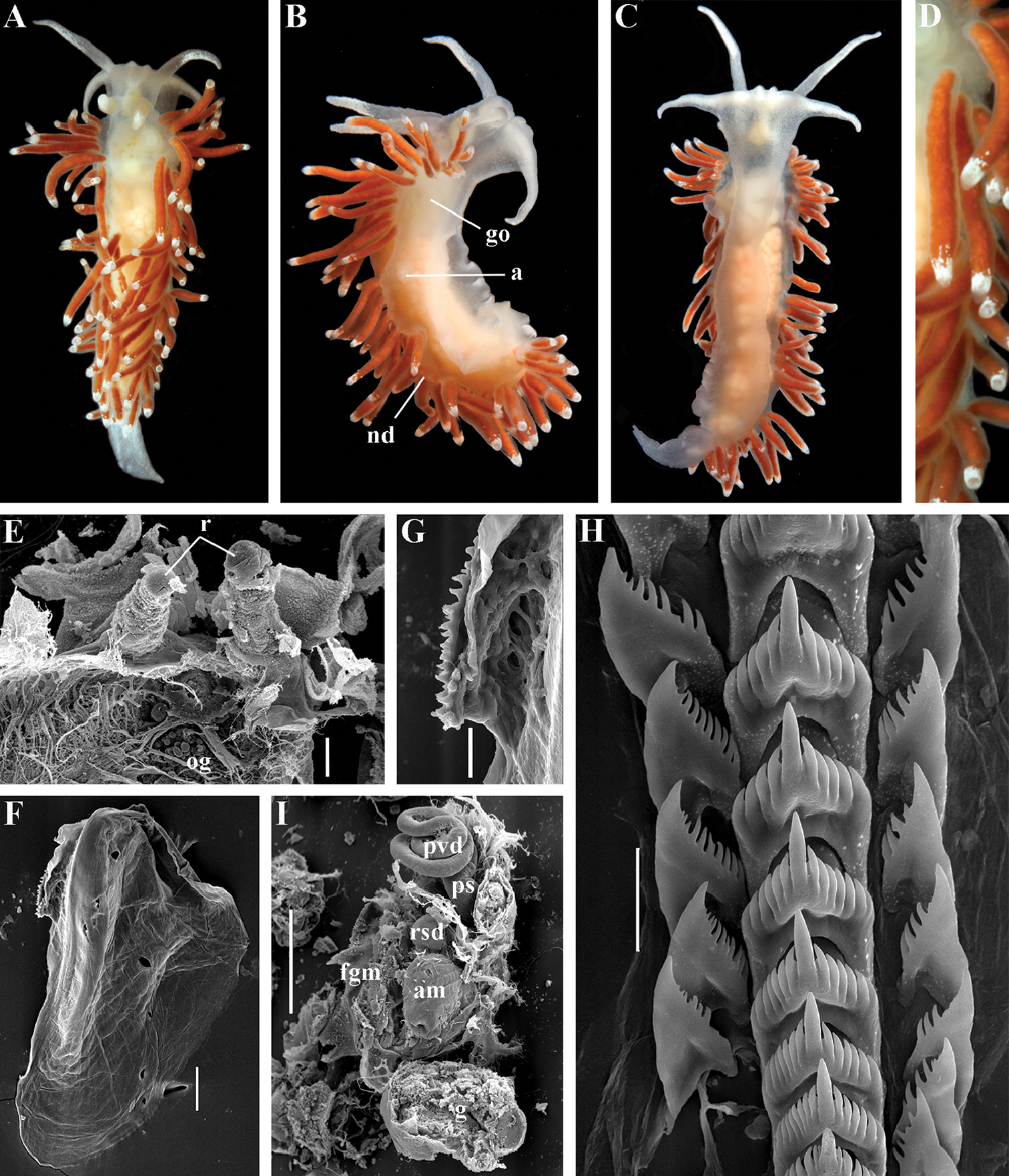
Détails de la morphologie de la Flabelline gracile.

La Flabelline gracile mesure entre 8 et 18 mm à l'âge adulte ; sa taille maximale la plus souvent avancée est d'environ 15 mm. Le corps est blanc translucide et parcouru de cérates regroupés en 5 à 7 rangées de bouquets de chaque côté de la surface dorsale. Les cérates, blancs à leur extrémité, laissent voir une extension de la glande digestive qui est le plus souvent rougeâtre ou orangée et plus rarement verte (il s'agit alors de la variété smaragdina) ou marron,,. Les rhinophores fins et lisses ainsi que les tentacules oraux portent des taches de blanc opaque à leur bout : les rhinophores et les tentacules ont une taille similaire. La longue queue pointue porte des marques semblables qui tendent à former une ligne. Des tentacules pédieux s'étendent latéralement de la bordure antérieure du pied qui permet à l'animal de se mouvoir. La tête se caractérise par une entaille au niveau de la jonction des tentacules oraux. L'anus est situé entre le deuxième et le troisième bouquet de cérates.

## Écologie
La flabelline gracile se nourrit de différents hydraires des genres Eudendrium et Halecium ainsi que de l'espèce Clytia johnstoni. Comme les autres nudibranches, l'espèce est hermaphodite ; la ponte a lieu au printemps : un cordon en spirale composé de milliers d’œufs est déposé sur les hydraires. L'éclosion survient après une quinzaine de jours. Lorsque le nudibranche se nourrit de l'hydraire, les nématocystes de ce dernier traversent le système digestif sans être abimés et sont envoyés aux extrémités des cérates. Ils sont ensuite utilisés pour la défense du nudibranche. On ne connaît pas de prédateur au spécimen adulte de M. gracilis.